# HD 202466
HD 202466 è una stella gigante rossa di magnitudine 6,5 situata nella costellazione dell'Aquario. Dista 1832 anni luce dal sistema solare.

## Osservazione
Si tratta di una stella situata nell'emisfero celeste australe, ma molto in prossimità dell'equatore celeste; ciò comporta che possa essere osservata da tutte le regioni abitate della Terra senza alcuna difficoltà e che sia invisibile soltanto molto oltre il circolo polare artico. Nell'emisfero sud invece appare circumpolare solo nelle aree più interne del continente antartico. Essendo di magnitudine pari a 6,5, non è osservabile ad occhio nudo; per poterla scorgere è sufficiente comunque anche un binocolo di piccole dimensioni, a patto di avere a disposizione un cielo buio.
Il periodo migliore per la sua osservazione nel cielo serale ricade nei mesi compresi fra fine agosto e dicembre; da entrambi gli emisferi il periodo di visibilità rimane indicativamente lo stesso, grazie alla posizione della stella non lontana dall'equatore celeste.

## Caratteristiche fisiche
Si tratta di una stella di classe spettrale M4 III variabile semiregolare e pulsante; possiede una magnitudine assoluta di -2,25 e la sua velocità radiale positiva indica che la stella si sta allontanando dal sistema solare.

## Sistema stellare
HD 202466 è un sistema stellare formato da due componenti. La componente principale A è una stella di magnitudine 6,5. La componente B è di magnitudine 7,6, separata da 0,3 secondi d'arco da A e con angolo di posizione di 174 gradi.